# McLaren MP4-13
Chronologie des modèles (1998)
McLaren MP4-12 McLaren MP4-14
La McLaren MP4-13 est la monoplace engagée par McLaren-Mercedes en 1998. Grâce à elle, le Finlandais Mika Häkkinen remporte le championnat du monde et l'écurie, championne du monde des constructeurs, met un terme à plusieurs années de disette, son précédent titre remontant à 1991.

## Historique
La MP4-13, apparue tardivement durant les essais d'intersaison, est considérée comme la première McLaren d'Adrian Newey. De ce fait, elle fait partie des favorites pour la saison avec la Ferrari F300 et la Williams FW20.
McLaren commence la saison par deux doublés aux deux premiers Grands Prix de la saison, en Australie et au Brésil, leurs poursuivants ayant un tour de retard. Cette monoplace est la plus rapide voiture de la saison : Mercedes a développé le plus puissant moteur du plateau, et David Coulthard est chronométré à 353 km/h sur le circuit d'Hockenheim.
La MP4-13 détenait depuis 1999, le record de la course de côte du Festival de vitesse de Goodwood : le pilote allemand Nick Heidfeld a effectué la montée de la colline en 41,6 secondes ; ce record est battu en 2019 par une voiture électrique, la Volkswagen ID.R.

## Résultats en championnat du monde de Formule 1

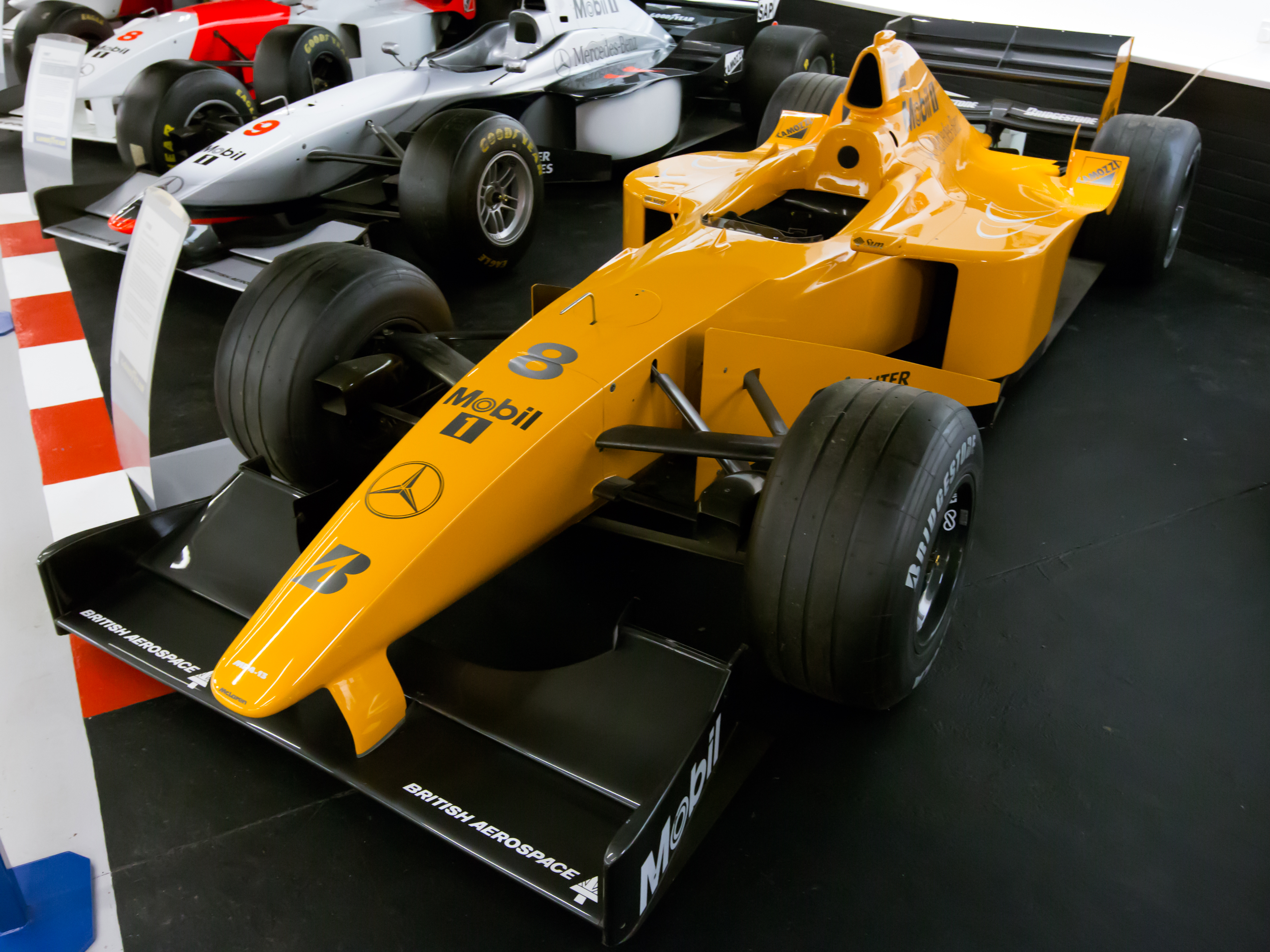
La McLaren MP4-13A, version de pré-saison de la MP4-13, en exposition à Donington.

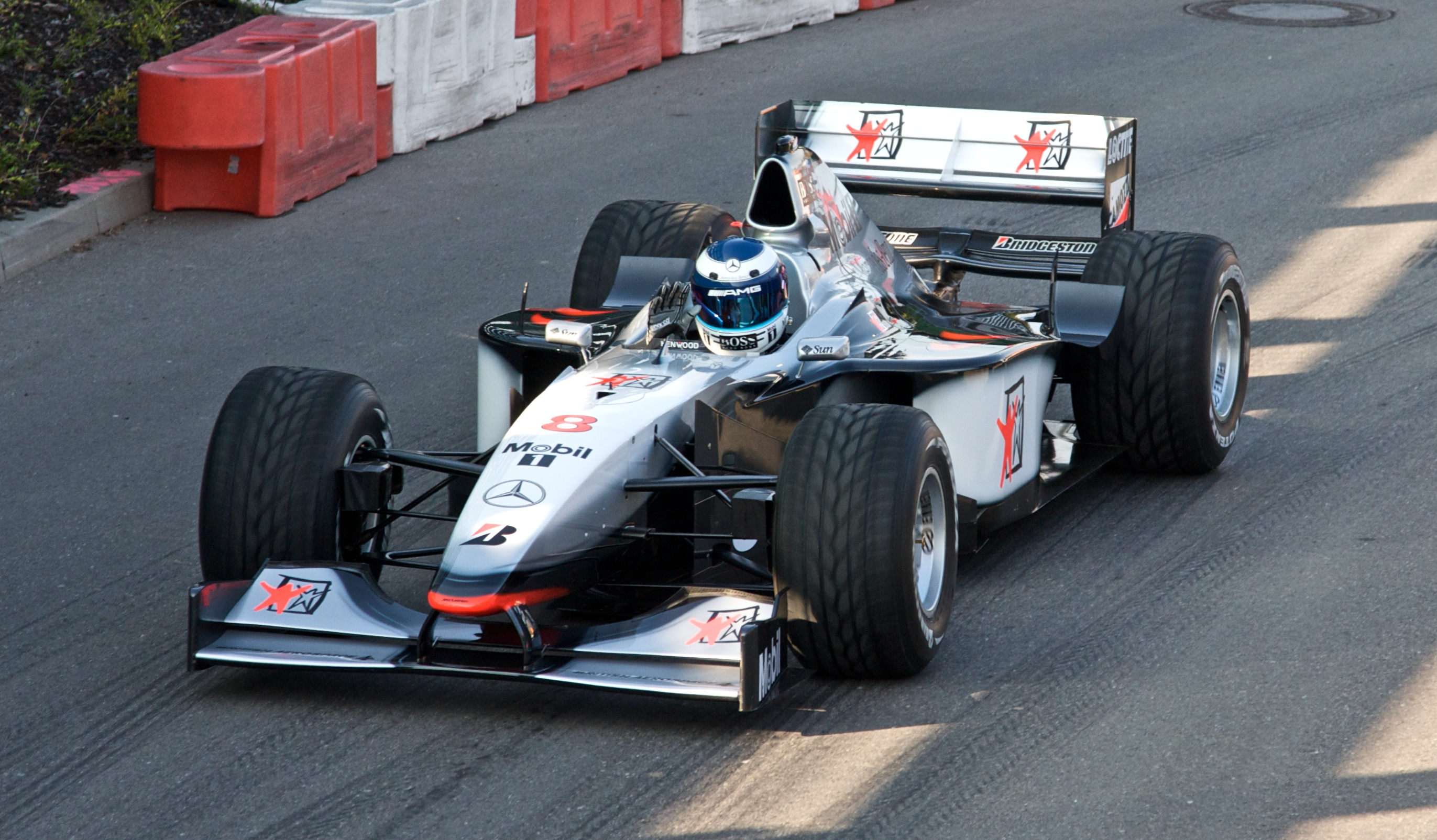
Mika Häkkinen en exhibition en 2008 sur la McLaren MP4-13.

| Saison | Écurie                | Moteur                    | Pneus       | Pilotes         | Courses | Courses | Courses | Courses | Courses | Courses | Courses | Courses | Courses | Courses | Courses | Courses | Courses | Courses | Courses | Courses | Points inscrits | Classement |
| Saison | Écurie                | Moteur                    | Pneus       | Pilotes         | 1       | 2       | 3       | 4       | 5       | 6       | 7       | 8       | 9       | 10      | 11      | 12      | 13      | 14      | 15      | 16      | Points inscrits | Classement |
| ------ | --------------------- | ------------------------- | ----------- | --------------- | ------- | ------- | ------- | ------- | ------- | ------- | ------- | ------- | ------- | ------- | ------- | ------- | ------- | ------- | ------- | ------- | --------------- | ---------- |
| 1998   | West McLaren Mercedes | Mercedes-Benz FO 110G V10 | Bridgestone |                 | AUS     | BRÉ     | ARG     | SMR     | ESP     | MON     | CAN     | FRA     | GBR     | AUT     | ALL     | HON     | BEL     | ITA     | LUX     | JAP     | 156             | Champion   |
| 1998   | West McLaren Mercedes | Mercedes-Benz FO 110G V10 | Bridgestone | David Coulthard | 2e      | 2e      | 6e      | 1er     | 2e      | Abd     | Abd     | 6e      | Abd     | 2e      | 2e      | 2e      | 7e      | Abd     | 3e      | 3e      | 156             | Champion   |
| 1998   | West McLaren Mercedes | Mercedes-Benz FO 110G V10 | Bridgestone | Mika Häkkinen   | 1er     | 1er     | 2e      | Abd     | 1er     | 1er     | Abd     | 3e      | 2e      | 1er     | 1er     | 6e      | Abd     | 4e      | 1er     | 1er     | 156             | Champion   |

Légende : ici 